# Saucisse de Morteau

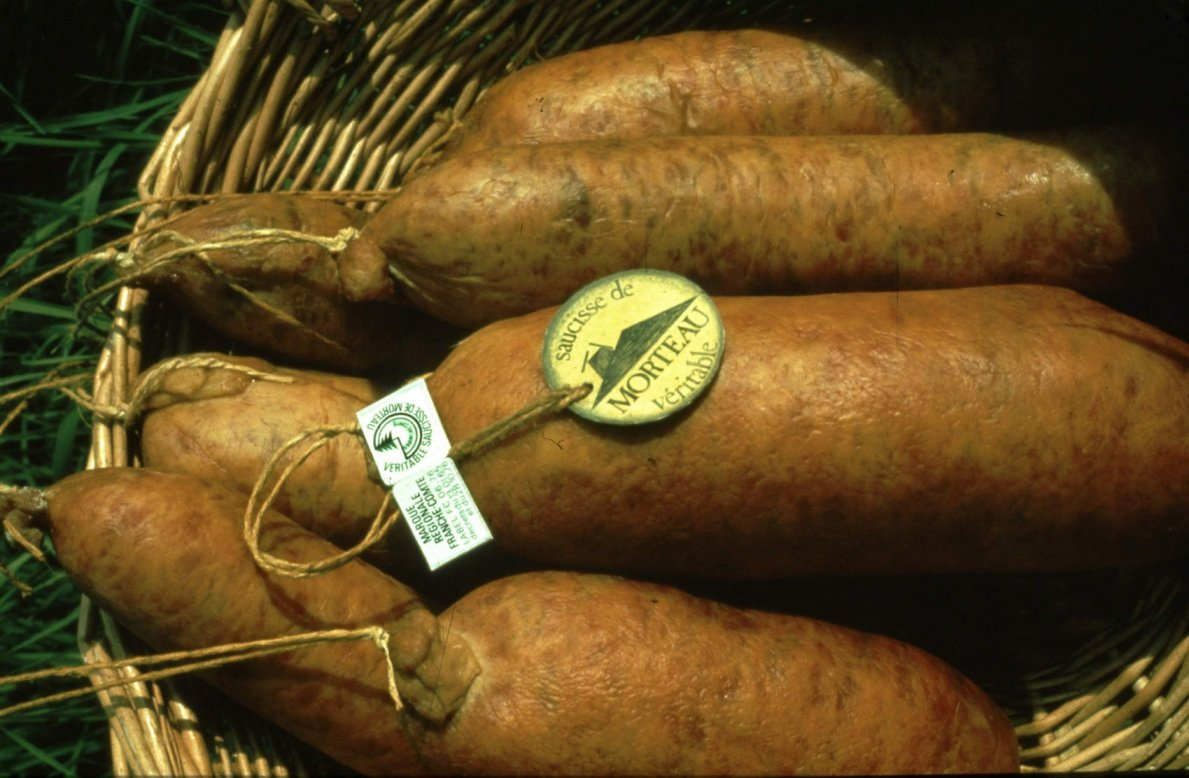
Saucisse de Morteau

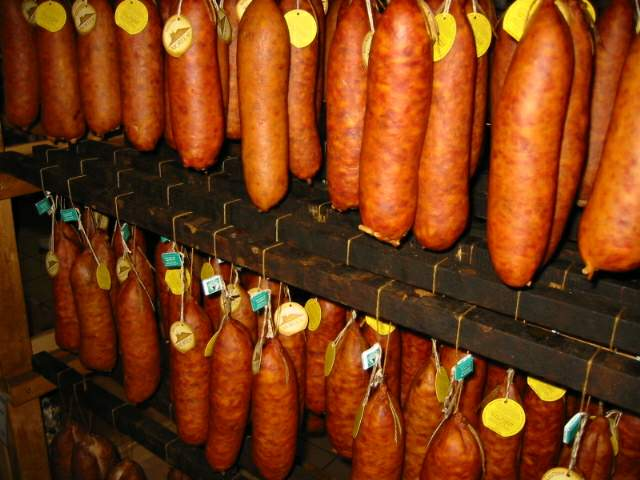
Gerookte saucisses de Morteau

De saucisse de Morteau is een rookworst uit Morteau in de Franse regio Franche-Comté.

## Geschiedenis
Oorspronkelijk werd de saucisse de Morteau geproduceerd op de plateaus en bergen van de Jura van de Haut-Doubs op een hoogte van meer dan 600 meter. Het stadje Morteau ligt precies in het centrum van het traditionele gebied van de tuyé, de typische tot 14 m hoge schoorsteen die heel wat oudere boerderijen nog bezitten. Een tuyé heeft de vorm van een houten piramide, doorsnijdt heel het huis en rust op een stenen basis van 4 op 4 m. Met behulp van touwen kan men de luikjes bovenaan zo regelen dat de schoorsteen perfect trekt en de varkensworst 48 uur lang optimaal gerookt wordt.
Morteauworst wordt nu geproduceerd van varkens uit de Haut-Doubs en Bas-Doubs in de Franche-Comté. In dit berggebied worden de varkens traditioneel vetgemest. De worst is groter, krachtiger en een beetje meer gerookt dan de saucisse de Montbéliard.
Om op traditionele wijze het regionaal label saucisse de Morteau (een beschermde oorsprongsbenaming) te krijgen, is het noodzakelijk dat dit product minstens 48 uur gerookt wordt op uitsluitend houtzaagsel van naaldhout en jeneverbes in een tuyé. De saucisse de Morteau werd vroeger gekenmerkt door een houten zegel en een kuif die verwijst naar de fabrikant.
Tegenwoordig heeft de saucisse de Morteau Label Rouge nog steeds zijn karakteristieke houten zegel en een kuif met de vermelding van de fabrikant(de enige persoon die gemachtigd is om de worsten te maken). De AFVSSM (vereniging van saucisse de Morteau-producenten) heeft het label rouge gekoppeld aan het IGP-label (beschermde oorsprongsbenaming) om de rookworst verder te promoten met een officieel teken van kwaliteit.
Verder garandeert de regionale vleeswarenvereniging A2M (Association de défense et de promotion des charcuteries et salaisons IGP de Franche-Comté) de kwaliteit en het productieproces door middel van haar beleid maar geeft ook verdediging en promotie van vleeswaren uit de Franche-Comté.
In 2018 werd er meer dan 500 ton geproduceerd.

## Ingrediënten
De samenstelling van de saucisse de Morteau Label Rouge is als volgt:
- Ten minste 50% van de luxere spieren (schouder, lendestuk, ham)
- 20% van de normale spieren (borst, etc)
- 30% van alle resterende onderdelen (mager of vet), behalve de keel.

Het fokken, slachten en snijden van de varkens van de saucisse de Morteau (ook genoemd "la belle de Morteau") en de Jésu de Morteau Label Rouge moet worden uitgevoerd op hetzelfde gebied van de levering van de varkens. Deze moet overeenkomen met de regio Franche-Comté (Doubs, Jura, Haute-Saône en Territoire de Belfort) de Bresse Saône et Loire en Ain.
De minimumleeftijd voor het slachten van varkens is vastgesteld op 182 dagen.